# Heinrich Stamerjohann
Heinrich Stamerjohann (* 3. November 1871 in Haseldorf; † 30. Oktober 1959 in Horst) war ein deutscher Landwirt, Kommunalpolitiker und Bauernfunktionär.

## Werdegang
Stamerjohann kam als Sohn des Domänenpächters Hinrich Stamerjohann zur Welt. Er besuchte von 1878 bis 1881 die Volksschule in Haseldorf, von 1881 bis 1884 die Mittelschule in Uetersen und von 1884 bis 1889 das Realgymnasium in Altona. Anschließend arbeitete er im elterlichen Betrieb mit und sammelte weitere praktische Erfahrung auf Großgütern in Mecklenburg. Später erwarb er einen 30 Hektar großen Hof in Haseldorf. Während des Ersten Weltkriegs leistete er als Offizier Frontdienst und wurde als Major der Reserve entlassen. 1917 kaufte er den Eichenhof in Horst.
Seit 1906 war er Mitglied des Kreistags von Pinneberg. 1922 wurde er zum Amts- und Gemeindevorsteher von Horst gewählt. Zugleich vertrat er die Interessen des Bauernstandes als Vorsitzender des Schleswig-Holsteinischen Bauernvereins und als Vizepräsident der Vereinigung der deutschen Bauernvereine. Von 1927 bis 1933 war er Mitglied des Vorläufigen Reichswirtschaftsrats. Nach der letzten freien Kommunalwahl im März 1933 wurde er für zwölf Jahre zum Gemeindevorsteher berufen. Um auch unter den Nationalsozialisten im Amt bleiben zu können, trat er am 1. Mai 1933 der NSDAP bei. Spannungen zwischen ihm und dem NSDAP-Ortsgruppenleiter Wilhelm Koopmann führten im März 1943 zur Niederlegung seiner Ämter. Im Sommer 1944 schied Stamerjohann aus der NSDAP aus.
Nach Ende des Zweiten Weltkriegs wurde er im Juni 1945 durch die britischen Militärregierung wieder als Bürgermeister von Horst eingesetzt. Im Mai 1946, nach Einleitung des Spruchkammerverfahrens, trat er zurück.

## Ehrungen
- 1952: Verdienstkreuz (Steckkreuz) der Bundesrepublik Deutschland